# ChemMedChem
ChemMedChem ist eine wissenschaftliche Fachzeitschrift, die vom Wiley-Blackwell-Verlag veröffentlicht wird. Die Zeitschrift wird von der ChemPubSoc Europe herausgegeben und erscheint mit zwölf Ausgaben im Jahr. Es werden Arbeiten veröffentlicht, die sich mit Forschung aus dem Grenzgebiet aus Chemie, Biologie und Medizin beschäftigen.
Der Impact Factor lag im Jahr 2014 bei 2,968. Nach der Statistik des ISI Web of Knowledge wird das Journal mit diesem Impact Factor in der Kategorie Pharmakologie und Pharmazie an 84. Stelle von 254 Zeitschriften und in der Kategorie medizinische Chemie an 19. Stelle von 59 Zeitschriften geführt.